# Eotrachodon
Eotrachodon orientalis is een plantenetende ornithischische dinosauriër, behorend tot de Euornithopoda, die tijden het late Krijt leefde in het gebied van het huidige Noord-Amerika.

## Vondst en naamgeving
In 2016 werd de typesoort Eotrachodon orientalis benoemd en beschreven door Albert Prieto-Márquez, Gregory M. Erickson en Jun A. Ebersole. De geslachtsnaam voegt aan Trachodon het Oudgrieks ἠώς, èoos, "dageraad" toe, in verband met de grotere ouderdom. De soortaanduiding betekent "de oostelijke" in het Latijn en verwijst naar de vindplaats in Alabama op het toenmalige Appalachia, de oostelijke van de twee subcontinenten waarin Noord-Amerika indertijd verdeeld was.
Het fossiel, holotype MSC 7949, is in 2007 gevonden in een laag van de Mooreville Chalk Formation die dateert uit het laatste Santonien, ongeveer vierentachtig miljoen jaar oud. Het bestaat uit een gedeeltelijk skelet met schedel van een relatief jong dier. Bewaard zijn gebleven: de vrijwel complete schedel met onderkaken; wervels van de nek, rug en staart, een linkerschaambeen, een linkerzitbeen, een rechterscheenbeen en de tweede kootjes van de derde en vijfde vinger. De schedel lag niet geheel in verband. Dit is de eerste schedel van een lid van de Hadrosauridae die van Appalachia bekend is; het taxon was in 2016 ook het best uit resten van Appalachia bekende lid van de hele Hadrosauroidea.
In een tweede publicatie uit 2016 werd het skelet in detail beschreven.

## Beschrijving

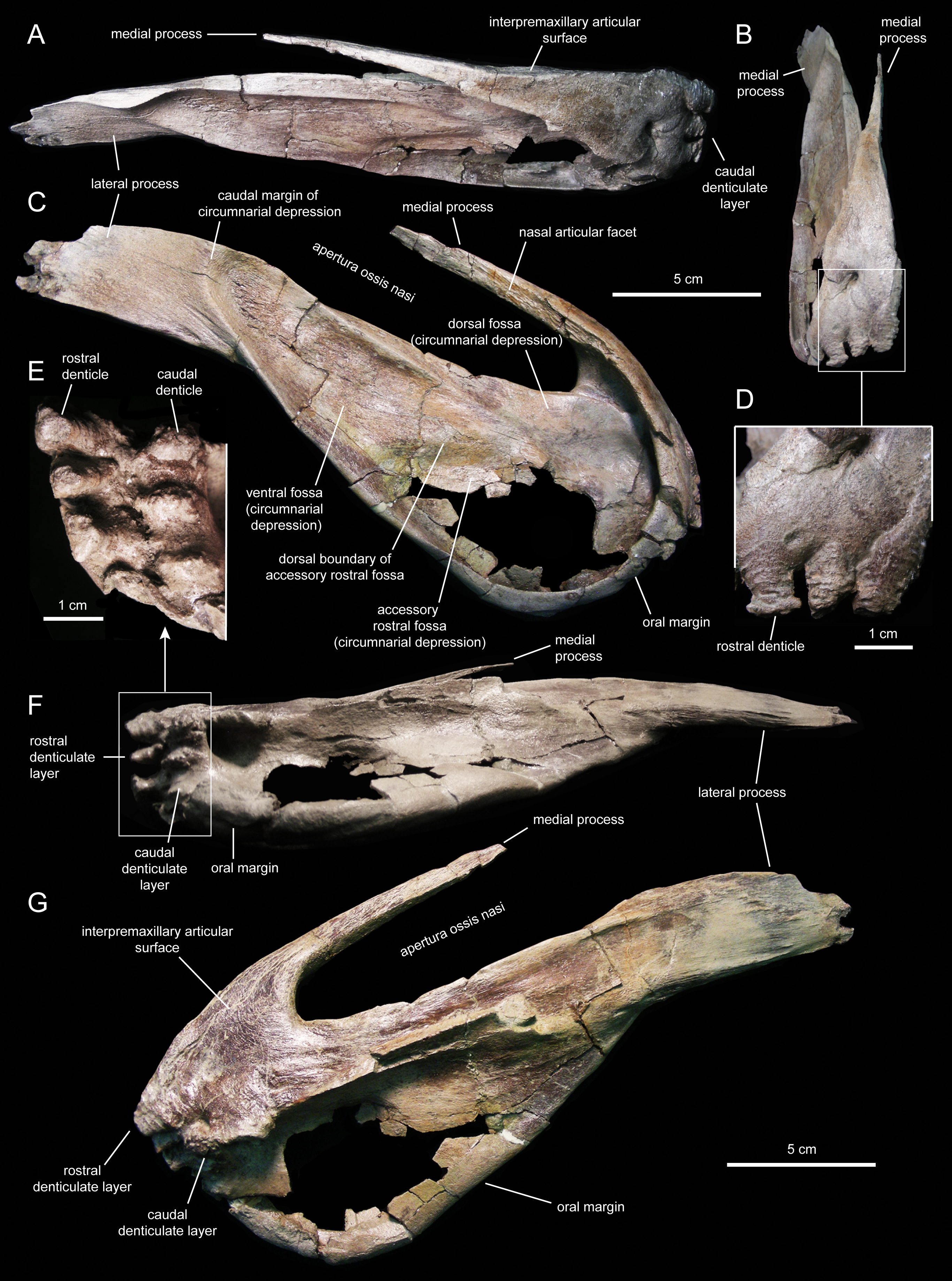
De unieke bouw van de snuit

Eotrachodon is vrij klein, met een lichaamslengte van zo'n vijf meter.
In 2016 werden zes onderscheidende kenmerken vastgesteld, autapomorfieën. De uitholling rond de neusopening is in drieën verdeeld met een hoofdverdeling door een lengterichel die een bovenste en onderste schept, waarbij de onderste groeve onderverdeeld is in een achterste groeve en een licht ingesneden voorste groeve. De bovenste hoofdgroeve reikt verder naar achteren dan de achterste subgroeve. De bovenste groeve holt het neusbeen aan de zijwand uit, diep aan de voorkant maar geleidelijk ondieper naar achteren toe. Het zijuitsteeksel van de praemaxilla buigt plots naar onderen, een hoek van 165° vormend met de lengteas van de uitholling rond de neusopening. Het bovenkaaksbeen heeft een driehoekig raakvlak met het jukbeen, welk vlak meer zijwaarts dan naar boven gericht is, terwijl het jukbeen hier een bovenste bult heeft die naar achteren gericht is. De middenkam van de wandbeenderen daalt steil af in de bovenste slaapvensters en ligt aanzienlijk hoger dan de onderranden van de beenbalk tussen de vensters.
De verschillen met de andere uit de formatie bekende hadrosauroïde, Lophorhothon atopus, liggen hem vooral in het slanke neusbeen zonder kam, waarvan de achterste bovenkant geen inham heeft van de uitholling rond het neusgat.
De schedel heeft een vrij afgeleide structuur van het neusbeen die een voorloper zou kunnen zijn van de vorm bij de Saurolophinae. Rond het neusgat bevinden zich secundaire groeven. Het bezit daarvan werd gezien als een autapomorfie, unieke afgeleide eigenschap. De uitholling rond het neusgat loopt helemaal rond de achterzijde ervan.
De praemaxillae hangen iets af. De bijtrand van de praemaxilla is dun en naar achteren gebogen. Het neusgat is zeer groot en de neus vormt een grote gezwollen structuur op de snuitpunt. Het bovenkaaksbeen is vooraan hoog. Aan de voorste onderrand bevindt zich een punt waarvan de bovenrand een hoek van 45° maakt met de beenwal die de tandkassen draagt. De bovenste punt van het bovenkaaksbeen is geheel op de achterste helft gelegen. Het onderste slaapvenster is groot, hoger en breder dan de oogkas.

## Fylogenie
Eotrachodon is basaal in de Hadrosauridae geplaatst, boven Hadrosaurus, als de zustersoort van de Saurolophidae, de groep bestaande uit de Saurolophinae en de Lambeosaurinae. Het was in 2016 in ieder geval de oudste bekende hadrosauride buiten de Lambeosaurinae. De term "Saurolophidae" kenmerkt de taxonomie van Prieto-Márquez; andere onderzoekers noemen deze tak soms de Euhadrosauria.
Eotrachodon toont enkele basale kenmerken, geërfd van de voorouders. De tak van het ectopterygoïde naar het bovenkaaksbeen is kort en hellend. De tak van het bovenkaaksbeen naar het jukbeen steekt ver naar achteren uit. Per tandkas is er maar één functionele tand. De voorste tak van het jukbeen heeft een lage achterste bovenrand en een naar binnen en beneden gericht raakvlak. Het gedeelte van het dentarium dat bijdraagt aan de processus coronoides loopt verticaal en eindigt in een weinig overdwars verbrede punt. De tanden hebben secundaire verticale richels.
Eotrachodon toont ook afgeleide, evolutionair nieuwe, kenmerken. De uitholling rond de neusopening is verdeeld in drie groeven net als bij de latere Brachylophosaurinae en Edmontosaurus, De praemaxilla heeft een dunnen naar buiten gedraaide bijtrand, zoals bij Gryposaurus, Prosaurolophus en Saurolophus.
Het volgende kladogram toont de positie van Eotrachodon in de evolutionaire stamboom.
|                                 | Eotrachodon orientalis                                           |
|                                 |                                                                  |
| Saurolophidae (= Euhadrosauria) | \| \| Lambeosaurinae \| \| \| \| \| \| Saurolophinae \| \| \| \| |
|                                 | \| \| Lambeosaurinae \| \| \| \| \| \| Saurolophinae \| \| \| \| |
|                                 | Lambeosaurinae                                                   |
|                                 |                                                                  |
|                                 | Saurolophinae                                                    |
|                                 |                                                                  |

|  | Lambeosaurinae |
|  |                |
|  | Saurolophinae  |
|  |                |

|                                 | Eotrachodon orientalis                                           |
|                                 |                                                                  |
| Saurolophidae (= Euhadrosauria) | \| \| Lambeosaurinae \| \| \| \| \| \| Saurolophinae \| \| \| \| |
|                                 | \| \| Lambeosaurinae \| \| \| \| \| \| Saurolophinae \| \| \| \| |
|                                 | Lambeosaurinae                                                   |
|                                 |                                                                  |
|                                 | Saurolophinae                                                    |
|                                 |                                                                  |

|  | Lambeosaurinae |
|  |                |
|  | Saurolophinae  |
|  |                |

De vondst van Eotrachodon wijst erop dat de typische neusstructuur van de saurolofinen zich al vroeg ontwikkelde, vlak na de splitsing met de lambeosaurinen en voor de grote radiatie van de hadrosauriden. Het zou ook een aanwijzing zijn dat de Hadrosauridae zich in Appalachia hebben ontwikkeld en pas later Laramidia, het westelijke subcontinent, hebben bereikt.